# Awful Things
Awful Things è un singolo del rapper statunitense Lil Peep, in collaborazione con Lil Tracy, pubblicato il 28 luglio 2017 come terzo singolo del primo album Come Over When You're Sober, Pt. 1. Il brano è stato prodotto da Smokeasac e IIVI e scritto da Dylan Mullen, George Astasio, Jason Pebworth, Jon Shave e Michael Blackburn insieme agli stessi Peep e Tracy.
Awful Things è il terzo singolo in classifica di Lil Peep negli Stati Uniti e ha raggiunto la 79ª posizione della Billboard Hot 100 dopo la sua morte il 15 novembre 2017.

## Accoglienza
Negli Stati Uniti, dopo la morte di Lil Peep, Awful Things ha debuttato alla 79ª posizione della Billboard Hot 100 nella settimana a partire dal 9 dicembre 2017, diventando la canzone più rappresentativa di Lil Peep nel paese, guadagnando 8,4 milioni di stream e contando di oltre 3.000 download secondo Nielsen Music, nella settimana che termina il 23 novembre 2017. Nella settimana successiva, la canzone è calata dalla Billboard Hot 100.
In Canada, la canzone ha debuttato alla 58ª posizione della Billboard Canadian Hot 100 insieme a Save That Shit, nella settimana a partire dal 9 dicembre 2017, diventando il brano più rappresentativo di Lil Peep nel paese. In seguito è sceso alla 98ª posizione nella settimana successiva a partire dal 16 dicembre 2017. Nella settimana a partire dal 23 dicembre 2017, Awful Things è uscito dalla classifica, trascorrendo un totale di due settimane sulla Canadian Hot 100.
Il brano è stato elencato da Billboard tra le sette migliori tracce della discografia di Peep. John Norris ha definito la canzone un "inno da cantare".

## Video musicale
Il video musicale di Awful Things è stato pubblicato il 17 agosto 2017. È stato diretto dai Sus Boy e Nick Koenig e prodotto da Daniel Ostroff. Il direttore della fotografia del video è C.J. Brion, con Olivia Stiglich come sceneggiatrice e Graeme Barrett in qualità di consulente creativo. Nel marzo 2019 ha superato 150 milioni di visualizzazioni su YouTube.
Il video mostra Lil Peep da studente, che frequenta ancora il liceo, che è innamorato di una ragazza popolare a cui egli lascia scritto sulla lavagna (imitando il personaggio di Bart Simpson) di incontrarsi in bagno. I due si incontrano e iniziano a baciarsi. Più tardi, Peep vede la ragazza fare la stessa cosa con un altro. Il finale mostra Lil Peep darsi fuoco con un accendino, provocando un incendio nella scuola.

## Cover
Il 2 dicembre 2017, la band statunitense Good Charlotte ha eseguito una cover della canzone durante il memoriale di Peep a Long Beach, New York. Una registrazione in studio della cover è stata successivamente pubblicata ufficialmente il 22 dicembre 2017, tramite MDDN Records.

## Formazione

### Musicisti
- Gustav Åhr – voce, testi
- Jazz Butler – voce, testi

### Produzione
- Dylan Mullen – testi, produzione
- IVII – testi, produzione

## Classifiche
| Classifica (2017) | Posizione massima |
| ----------------- | ----------------- |
| Canada            | 58                |
| Stati Uniti       | 79                |